# Dyspessa elbursensis
Dyspessa elbursensis is een vlinder uit de familie van de houtboorders (Cossidae). De wetenschappelijke naam van de soort is voor het eerst geldig gepubliceerd in 1964 door Franz Daniel.
Het holotype werd in Noord-Iran gevangen ten zuiden van Chalus in het Elboersgebergte, waaraan de soort haar naam ontleent.